# Alfaro
|  | Aquest article tracta sobre la ciutat de La Rioja. Si cerqueu l'escultor valencià, vegeu «Andreu Alfaro i Hernández». |

Alfaro és una ciutat de La Rioja. Es troba a l'est de la província, a la Rioja Baixa, és capital de la comarca i el municipi més extens de la Rioja. L'Ebre transcorre pel nord del municipi, on hi desemboca el riu Alhama després de girar per l'oest de la ciutat d'Alfaro. La població era de 9.813 habitants el 2010.
L'etimologia del nom Alfaro sembla l'expressió àrab Al-Faruh que vol dir el far o la torre. La seva situació geogràfica és privilegiada quant a l'observació de tota la zona de la ribera de l'Ebre. En l'escut d'armes de la ciutat apareix una clau que fa referència a la seva estratègica situació i la llegenda "Alfaro, clavis Castellae" (Alfaro, clau de Castella) ho confirma.
Els primers testimoniatges de l'ocupació humana d'aquestes terres la donen les troballes arqueològiques de la primera edat de ferro que corresponen a l'assentament d'Ilurcis, assentament basc del segle v aC. El general romà Tiberi Semproni Grac va conquistar Ilurcis el 179 aC i va donar el seu nom al mateix. La nova ciutat s'anomenaria Graccurris i es convertiria en una plaça forta que passaria a ser municipi en temps de l'emperador Tiberi. Els àrabs prenen el municipi i li canvien de nom i modificarien la seva ubicació, passarà a ser Alfaro. Alfons I d'Aragó pren la ciutat, reconstrueix les muralles i fa el primer repartiment d'aigües. El 1253 Alfons X el Savi li atorga carta de vila, en 1278 Sanç IV de Castella augmenta els seus privilegis, com en 1331 Ferran IV de Castella i el segle xv Joan II de Castella. El litigi sobre les aigües del riu Alhama contínua i s'intenta resoldre en 1437 mitjançant el matrimoni d'Enric IV de Castella i Blanca II de Navarra. Felip IV de Castella atorga a Alfaro el títol de ciutat en 1629 i fins a 1833, quan es crea la província de Logronyo, Alfaro pertany a la província de Sòria.

## Geografia
El nucli urbà mesura 2,4 km (des de l'estadi de futbol de la Molineta a l'Estació Renfe en línia recta). Alfaro es podria dividir en diverses zones residencials: el Nucli Antic, les Cuevas, Aureilham, Eixample (Ensanche), la Molineta, la Florida i la Estación; i industrials: Tambarria, El Pilar, Saragossa Nord, Saragossa Sud, la Llanada, Cementiri i La Senda. El terme municipal d'Alfaro limita al nord-oest amb Rincón de Soto, Aldeanueva de Ebro i Autol; al sud-oest amb Grávalos i Cervera del Río Alhama, tots aquests a La Rioja; a Navarra: al nord amb Milagro i Cadreita; a l'est amb Castejón, al sud amb Corella, Cintruénigo i Fitero.
La muntanya Yerga, de 1.101 metres d'altitud, és la major elevació del municipi. La muntanya Tambarria, també coneguda com La Plana, es troba a l'est de la ciutat. Té una altitud de 374 m. Dins aquesta muntanya es troben les restes de l'antic castell, el mirador de La Plana i els dipòsits d'aigua.
El clima és continental, amb estacions intermèdies suaus, estius calorosos i hiverns freds; té una mitjana anual d'uns 14 °C, però amb grans variacions entre estacions de més de 30 graus, i poden arribar els mesos d'hivern a sota zero i en estiu a més de 35 °C.
La Comarca d'Alfaro està composta pels següents municipis: Aldeanueva del Ebro, Alfaro i Rincón de Soto.

## Monuments religiosos
Col·legiata San Miguel Arcángel: Va ser declarada Monument Nacional el 23 d'abril de 1976. És el temple més gran de tota La Rioja. Es va trigar més de 100 anys en construir-la, entre els segles xvi i xvii. A la seva façana classicista s'accedeix des d'una gran escalinata. Dita façana està protegida per dues torres bessones de 4 cossos i 50 metres d'altura cadascuna. Cal destacar el seu cor i la tanca des de la qual s'accedeix a ell i els nombrosos retaules i obres d'art que es troben en l'interior. El seu cabildo és un dels més antics d'Espanya, i va ser presidit per un abat mitrat de presentació real. La Col·legiata acollirà en el 2009 l'exposició La Rioja Terra Oberta, exposició que ja s'ha celebrat en altres ocasions en Calahorra i Nájera. Cal destacar que la teulada de la Col·legiata acull la colònia urbana de cigonyes més gran en un sol edifici, fins al punt que ha esdvingut un atractiu per la població.
Convent de la Immaculada Concepción: Convent de monges concepcionistes i franciscanes, va ser construït entre els anys 1639 i 1647 i es troba al costat nord de la seva església a la qual s'accedeix per un arc de mig punt. En el seu interior es troba l'altar major, d'estil rococó.
Església de Sant Francesc: Es va començar a construir en 1634 i és d'estil classicista. Està construïda en maó i amb pedres de l'antic castell. Es troba plaçada en la plaça que porta el seu nom. Al costat d'ella s'alça un antic convent que ara funciona com col·legi. En l'actualitat aquesta església es troba tancada, pendent d'unes obres de reforma.
Ermita de San Roque: Es troba en el carrer San Roque, al costat del Centre de Salut. Es va construir en el segle xvii i és d'estil barroc. A ella s'accedeix per un arc de mig punt i el sostre és de cel ras, ja que fa uns anys es van enfonsar les voltes.
Església de Nuestra del Burgo: Situada en el carrer que porta el seu nom, en l'antic barri cristià de "La Puebla" 'La Pobla', és d'estil classicista en el seu exterior i barroc en el seu interior. Té una torre de quatre cossos, i en el seu interior destaca l'altar major i el retaule rococó de 1752. Aquesta església aquesta dedicada a la imatge de la Mare de Déu del Burgo, patrona d'Alfaro. En aquest església en fou mestre de capella el 1797 el músic i sacerdot Francisco Secanilla (1775-1832).
Ermita del Pilar: Es troba a uns 3 km del nucli urbà d'Alfaro, d'estil classicista. Cada 12 d'octubre els alfarenys es desplacen fins allí per a adquirir els típics cordons consagrats.

## Monuments civils
Alberg Juvenil/Antiga Presó: Va ser construïda en 1867 com presó, en l'actualitat és l'Alberg Juvenil Riu Alhama. Encara es conserven cel·les amb les seves grans portes i els soterranis de càstig amb cadenes i argolles. En el que és ara un parc es trobava l'antiga casa caserna. L'alberg és gestionat per la comunitat autònoma de la Rioja i compte amb còmodes habitacions en el que en un temps eren les cel·les, menjador, sala de jocs i TV, cuines, etc.
Palau Sáenz de Heredia: Va ser manat construir per Gregorio Sáenz de Heredia (avi del fundador de la Falange Espanyola) en 1871. Tot el palau es conserva en un magnífic estat. La façana explica amb 23 finestres i 12 grans balconades al voltant de la porta principal. En el seu interior es troba una majestuosa escala, la galeria principal i els soterranis. En el solar que ocupa el palau (que va ser antiga residència de la família de Primo de Rivera) s'aixecava el casal que va albergar Felip V en 1711. En l'actualitat el palau és casa i col·legi de les monges de l'Amor Misericordiós, dit col·legi alberga nombroses llegendes sobre el nen Jesús i el dimoni.
Palau Remírez: Va ser manat construir per D. Teodoro Remírez en el lloc on es trobava l'antic convent dels agustinians.
Ajuntament: Està situat en la Plaça d'Espanya. Té una façana neoclàssica i un frontó triangular. Antigament va ser l'Ajuntament d'Alfaro, actualment es troba completament rehabilitat; en la planta baixa es troba l'Oficina de Turisme, en la primera el Centre d'Interpretació de la Naturalesa i en la segona sales per a exposicions.
Palau Abacial (de l'abat): Va ser construït en la segona meitat del segle xviii per l'abat Del Río. És l'edifici civil més important per les seves dimensions. Actualment alberga l'Ajuntament d'Alfaro, la biblioteca, la "ciberteca", l'arxiu municipal i el futur museu.

## Monuments arqueològics
Nimfeu Romà: Aquesta font romana del segle i és la part millor conservada d'un conjunt hidràulic compost per presa i pont. La font se situa en una de les manguardies del pont. Malgrat el nom de nimfeu no es pot afirmar que estigués dedicat a les nimfes de l'Alhama, ja que aquesta denominació s'aplica dins els estudis d'arquitectura clàssica, a totes les fonts monumentals. Es troba dins un costat de l'Avinguda de Saragossa en direcció Logronyo només passar el pont sobre el riu.
Alfaro és una ciutat amb 3.000 anys d'història, des dels primers pobladors, els celtibers fins a l'actualitat, passant per romans, visigots i àrabs. Es poden trobar nombroses restes arqueològiques per tot el municipi. Aquí es poden observar una piscina romana i part d'un poblat alt-medieval.